# Lejops distinctus
Lejops distinctus är en tvåvingeart som först beskrevs av Samuel Wendell Williston  1887.  Lejops distinctus ingår i släktet sävblomflugor, och familjen blomflugor. Inga underarter finns listade i Catalogue of Life.